# Apterodina ruminyahui
Apterodina ruminyahui es un coleóptero de la familia Chrysomelidae.
Fue descrita científicamente por primera vez en 2004 por Flowers.